# Igor Nikitin
Igor Nikitin (n. 29 februarie 1952, Komsomolsk pe Amur, RSFS Rusă, URSS) este un halterofil ce a reprezentat Uniunea Republicilor Sovietice Socialiste, medaliat olimpic. A participat la o ediție a Jocurilor Olimpice (1980) în care a câștigat o medalie de argint.

## Participări
Lista de mai jos prezintă principalele competiții la care a participat Igor Nikitin de-a lungul carierei.
- weightlifting at the 1980 Summer Olympics – men's 100 kg[*]